# هيلين نيلسن
هيلين نيلسن (بالإنجليزية: Helen Nielsen)‏ (و. 1918 – 2002 م) هي صحفية، وروائية، وكاتِبة أمريكية، ولدت في روسفيل، توفيت في بريسكوت، عن عمر يناهز 84 عاماً.

## وصلات خارجية
- هيلين نيلسن على موقع IMDb (الإنجليزية)
- هيلين نيلسن على موقع قاعدة بيانات الفيلم (الإنجليزية)

- هيلين نيلسن في قاعدة بيانات الأفلام على الإنترنت